# Sumô de robôs
Sumô de robôs (em japonês: ロボット相撲; em inglês: robot-sumo),também chamado de robot-sumo (do inglês), robô sumô ou simplesmente "sumô" é uma competição de engenharia e robótica em que dois robôs tentam se empurrar para fora de uma arena circular similar a um dohyō, de maneira semelhante ao esporte de sumô. Os robôs usados nesta competição são chamados "robôs de sumô" ou simplesmente "sumôs" .

As competições normalmente envolvem robôs móveis a rodas e operados de forma autônoma . O desafio de engenharia consiste no robô encontrar seu oponente (geralmente com sensores infravermelhos ou ultra-sônicos) e empurrá-lo para fora da arena. O robô também deve evitar sair da arena, geralmente por meio de um sensor que detecta a borda. O design mecânico mais comum é a utilização de uma rampa com uma lâmina na frente para levantar o robô adversário e empurrá-lo com mais facilidade. 

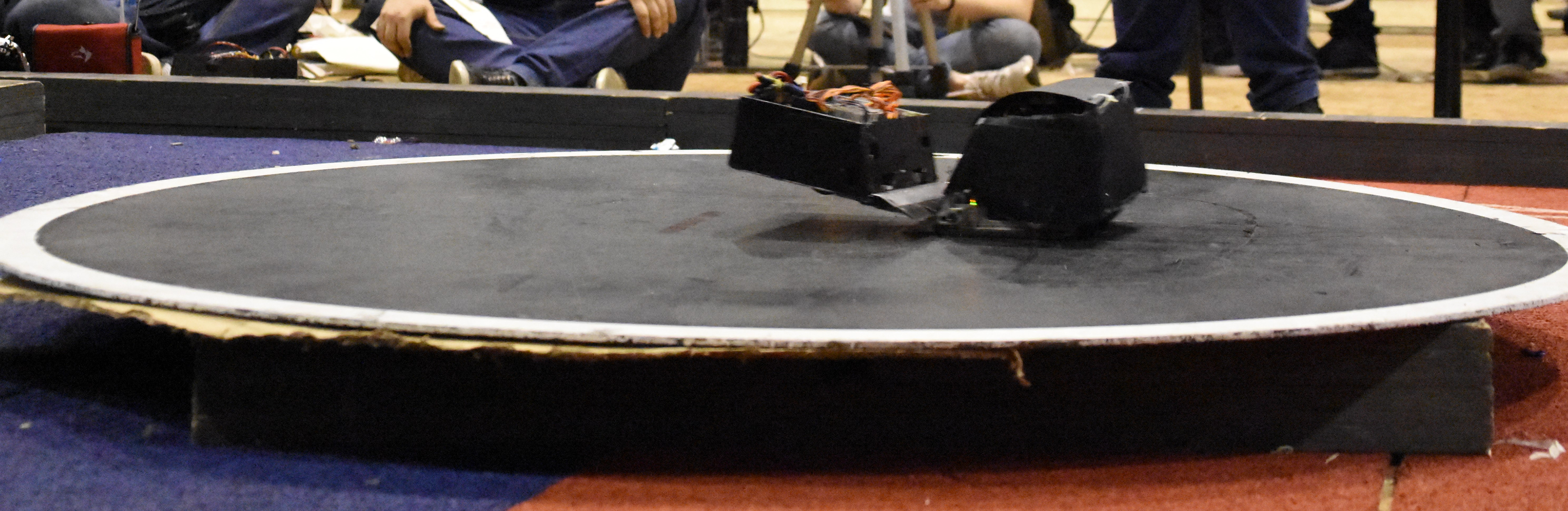
Disputa de Sumô de Robôs no Brasil entre o Instituto Mauá e a Poli-USP. Note o robô à esquerda sendo levantado devido à rampa angulada do adversário após colisão frontal direta.

Sumô de Robôs surgiu no Japão em 1989 quando a  FUJISOFT Inc. [jp] organizou uma competição experimental de sumô de robôs, que depois se tornaria a  All Japan Robot Sumo Tournament [en][jp](em japonês: 全日本ロボット相撲大会). Desde 1998, a FUJISOFT já colaborou com mais de 30 países, e, desde então, sumô de robôs se tornou uma das competições de robótica mais populares do mundo, como na Europa, México e Brasil, com um total de 80.000 desenvolvedores de sumô de robôs ativos no mundo. Atualmente, a All Japan Robot-Sumo Tournament é considerada o Campeonato Mundial de Sumô de Robôs.
As competições de robôs-sumo são amadoras, embora as competições de alto rendimento, normalmente voltadas para estudantes de ensino técnico, universitários ou engenheiros, exigem projetos avançados e complexos. No Brasil, sumo de robôs é parte das principais competições de robótica entre equipes de estudantes de engenharia e tecnologia à nível Técnico e do Ensino Superior, como a Poli-USP, Instituto Mauá de Tecnologia, UNICAMP e UFRJ. Essas competições também são abertas para hobbistas, muitas vezes engenheiros e profissionais já graduados.
Além, os conceitos para construção de um robô de sumô são muitas vezes usados como ferramenta educacional no caso de projetos mais simples. Robôs de sumô também têm sido objeto de estudos e pesquisas no meio acadêmico.

## História
O Sumô de Robôs se iniciou no Japão com a competição denominada All Japan Robot Sumo Tournament [en][jp] organizada pela FUJISOFT Inc. [jp] pela primeira vez em 1989 como uma competição experimental, contando com 33 participantes. Em 1990, a FUJISOFT organizou a primeira edição oficial, e, desde então esse torneio ocorre anualmente em Tóquio. A competição se iniciou com uma ideia do presidente da FUJISOFT Inc., Hiroshi Nozawa, cujo objetivo era promover a sua empresa e recrutar excelentes recursos humanos. Porém, acima de tudo, pelo seu desejo de dar um sonho às pessoas mais jovens, que são responsáveis pelo futuro de seu país, e pelo desejo de criar um ambiente para melhorar a qualidade do "Monozukuri" no Japão. Inicialmente, o Sumô de Robôs só compreendia a categoria que seria conhecida mundialmente como Mega Sumo, e no Brasil como Sumô 3kg.
Em 1992, o torneio da FUJISOFT ocorreu no Ryōgoku Kokugikan local em que se realiza esse torneio até hoje. Em 1998 o torneio contou com a presença de 2929 participantes. 
Ainda em 1998, realizou-se a primeira competição de Sumô de Robôs fora do Japão, na ROBOlympics (posteriormente renomeada RoboGames [en]) nos Estados Unidos, um dos maiores eventos de robótica em sua época. Esse evento ajudou na popularização das competições de sumô no mundo e levaram a criação de categorias derivadas do Sumô 3kg, como Sumô LEGO, Mini-Sumô (Sumô 500g) dentre outras que permitiram popularizar ainda mais a categoria como um todo levando ao surgimento de muitas competições no mundo inteiro, como no México, na Europa e na América do Sul, inclusive no Brasil. A origem exata dessas categorias derivadas é incerta, mas há registros de Mini-Sumô RC na RoboGames [en] de 2002.
Em 2004, na 15ª edição do All Japan Robot-Sumo Tournament, o torneio introduziu a categoria de sumôs de 10kg, mas que seria extinta em 2007.
Em 2008, com essa crescente popularização no mundo, foi realizada a primeira edição do All Japan Robot-Sumo Tournament com competidores internacionais, dos EUA, México e Singapura. Desde então, a All Japan se tornou uma competição mundial, com a participação de representantes não-japoneses nos seus eventos como "Representantes Internacionais".
Em 2010, a Robochallenge, na Romênia, sediou um evento de sumô de robôs pela primeira vez.
Devido ao sucesso nos anos seguintes à sua expansão mundial, em 2013 foi realizada a primeira edição do International Robot-Sumo Tournament  (em japonês: 世界大会 sekai taikai), separando da competição nacional japonesa All Japan (em japonês: 全国大会 zenkoku taikai), com apenas os melhores japoneses (campeões e, posteriormente, vice-campeões) avançando para a competição mundial. Tanto a All Japan como o International Tournament eram realizados no mesmo dia, em sequência. Nesta edição, campeões ou representantes nacionais da Áustria, EUA, Países Bálticos (Estônia, Letônia e Lituânia), Turquia, México e Equador participaram como representantes no exterior. O torneio Auto teve 16 robôs, e o torneio RC, 8 robôs, em 2013.
De 2013 a 2017, sem uma quantidade massiva dos robôs japoneses (e com uma quantidade elevada de robôs não japoneses, chegando a ter mais de 100 robôs em um evento), as equipes internacionais não japonesas passaram a obter melhores resultados no International Tournament. Equipes europeias obtiveram resultados expressivos no Sumô 3kg Auto, incluindo pódios e títulos na International Robot-Sumo Tournament. Em 2017, a última edição do International Tournament foi marcada pelo domínio mexicano no Sumô 3kg RC, ocupando as três primeiras posições e ficando à frente dos campeões japoneses.
Em 2018 a FUJISOFT deixou de realizar a competição mundial separada da final nacional japonesa e unificou a competição em um único torneio como era antes de 2014, retornando ao nome All Japan Robot-Sumo Tournament e rotulando a fase final como Grande Final (em inglês: Grand Final). Em 2019 a competição se encontrava em sua 31ª edição, e contou com a participação de mais de 20 países, 104 robôs autônomos e 78 rádio-controlados na Grande Final. Com a competição novamente unificada, os robôs do Japão voltaram a dominar as primeiras posições da competição. 
Em 2019, a FUJISOFT organizou o primeiro evento de Mini Sumô no Japão, como um evento teste (chamado de pré-torneio), apenas para a categoria Auto.
No ano de 2020, devido à pandemia de COVID-19 no Japão, a edição 2020 (32ª edição) do All Japan Robot Sumo Tournament foi cancelada. Nos anos de 2021 e 2022, a FUJISOFT organizou uma competição alternativa para as 32ª e 33ª edições de forma remota para competidores de Escola Secundária (em japonês: 高校学校 koukougakkou), que consistia em um concurso de projetos de robôs de sumô.
Em 2022, com o fim da pandemia de COVID-19, a FUJISOFT voltou a organizar a All Japan Robot-Sumo Tournament (34ª edição), mas somente para competidores locais. No mesmo evento, um novo pré-torneio para a classe Mini Sumô foi organizado pela FUJISOFT.
Em 2023, a All Japan voltou a receber participantes classificados de competições homologadas de fora do Japão na categoria Mega Sumô, pela primeira vez desde 2019. Nesse ano, o torneio de Mini Sumô foi oficialmente introduzido como evento oficial da All Japan, mas apenas para competidores japoneses.
Em 2024, o robô Senju, da equipe Sumozade-Era Robotics da Turquia, foi o primeiro campeão não-japonês de Sumô 3kg da All Japan Robot-Sumo Tournament, desde a reunificação de 2018, vencendo na categoria Auto. Também em 2024, o Mini Sumô do Japão começou a qualificar competidores internacionais pela primeira vez. As equipes brasileiras obtiveram grande destaque, realizando a final do Mini-Sumô Auto, e também conquistando o 2º e 3º lugares no Mini Sumo RC daquele ano.
Em Abril de 2025, a FUJISOFT anunciou que iria se concentrar na categoria Mini Sumô e reduziria a participação de robôs da categoria Sumô 3kg para All Japan Robot-Sumo Tournament 2025, mudando o foco da competição. A companhia também anunciou que no futuro, vagas de "Representante Nacional" não seriam mais emitidas. Em junho de 2025, a FUJISOFT anunciou que a edição de 2025 sediará o Mini Sumo como um torneio oficial, em vez de um pré-torneio como foi até o ano passado.

### No Brasil
No Brasil, a primeira competição oficial a nível nacional de Sumôs de Robôs foi no Winter Challenge IV organizado pela RoboCore em 2008. Nesta competição houve as categorias de Sumo 3kg Auto, Sumo 3kg RC e Sumo LEGO e contou com 6 robôs nas categorias de Sumô 3kg.
A equipe da PUC-Rio foi a primeira equipe brasileira a participar da All Japan Robot-Sumo Tournament, em 2011, se classificando via RoboGames. Em 2013, a equipe retornou ao Japão ao se classificar para a recém inaugurada International Robot-Sumo Tournament, novamente via RoboGames, e terminou nas 2ª e 3ª colocações entre 8 robôs participantes, na categoria Sumô 3kg RC.
Em 2014, a categoria de Mini-Sumô foi introduzida pela primeira vez na RoboCore Winter Challenge. Nesse ano a competição contou com 23 robôs no Mini-Sumô; 22 robôs no Sumo LEGO; 27 robôs no Sumo 3kg Auto; e 25 robôs no Sumo 3kg RC. 

No ano de 2014 também foi a primeira vez em que uma competição brasileira, serviu de classificatória para o All Japan Robot-Sumo Tournament (International Robot-Sumo Tournament), o RoboCore Winter Challenge desse ano para os robôs de Sumô 3kg. Nesse ano no Japão, o campeão do Sumô 3kg RC do Winter Challenge e um dos classificados, a equipe ThundeRatz da Poli-USP com o robô Stonehenge, obteve a 4ª colocação no International Tournament 2014.

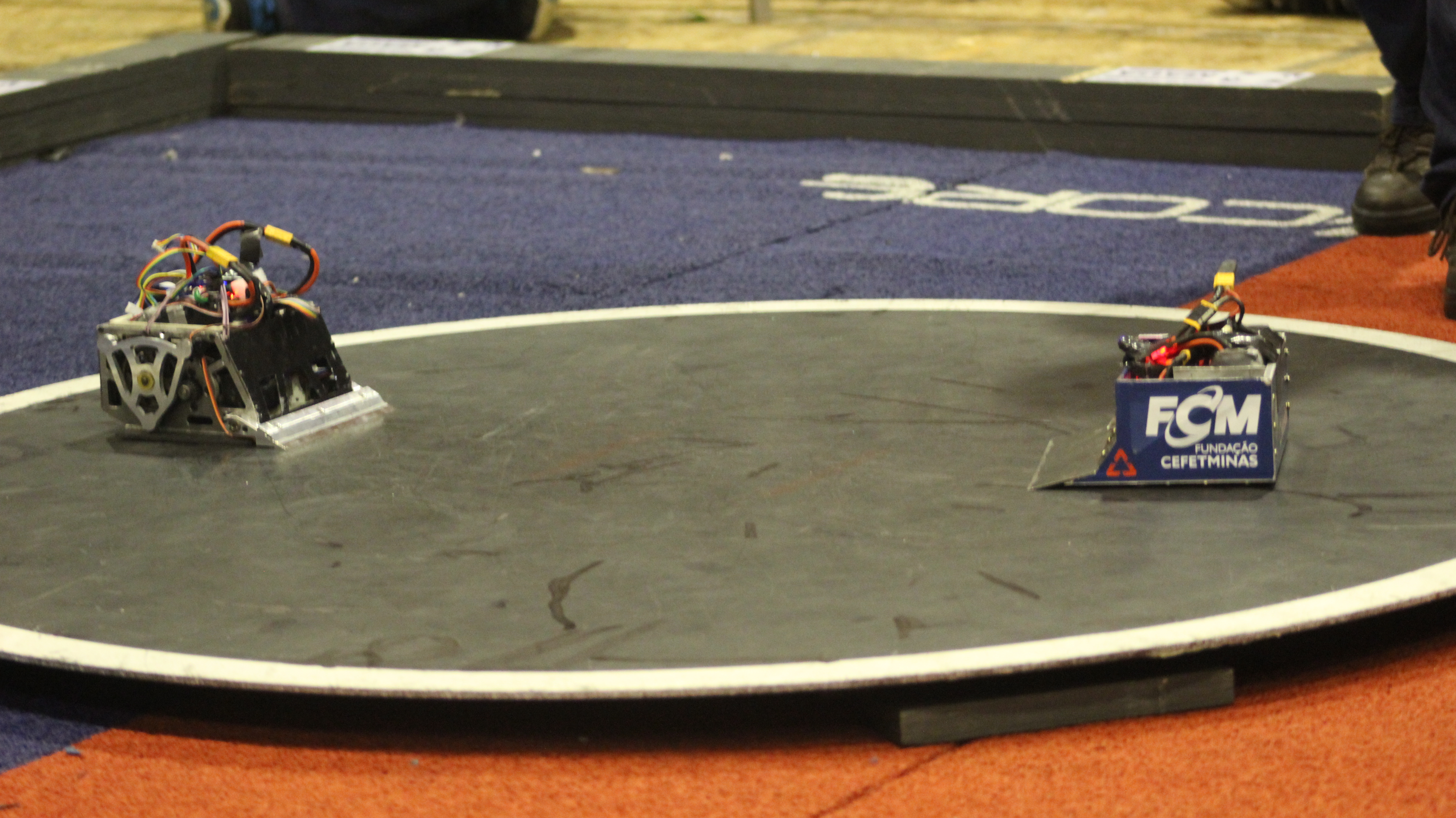
Disputa de Sumô 3kg no Brasil, no RoboCore Winter Challenge XIII, em 2017. Disputa entre a Poli-USP (ThundeRatz), à esquerda, e CEFET-MG (Trincabotz), à direita.

A partir de 2017, a categoria começou a se tornar mais popular entre os participantes dos eventos da RoboCore, outras competições separadas começaram a surgir, que contribuíram ainda mais na expansão da categoria e do número de equipes participantes. Dentre as competições que surgiram nesse período incluem-se a IRONCup pela Inatel, o Torneio SMILE (futura RoboChallenge Brasil) pelo Instituo Mauá de Tecnologia, e a RSM Challenge pelo Instituto RSM.
Em 2019, as melhores equipes no Torneio SMILE se classificaram para o Torneo Internacional Robot Sumo Argentina, realizada na província de Buenos Aires, na Argentina e que contou com participação de 7 países: Argentina, Brasil, Chile, Colômbia, Japão, México e Paraguai. A equipe da CEFET-RJ participou na categoria Mini-Sumô. Na categoria Mega Sumo RC, a equipe ThundeRatz da Poli-USP terminou na 3ª colocação com o robô Stonehenge, enquanto que a equipe do Instituo Mauá de Tecnologia ficou com o vice-campeonato  após ser derrotado pela equipe japonesa campeã da All Japan em 2016. Essa foi a única edição da competição.
Ainda em 2019, no Winter Challenge XV, o projeto de Sumô 3kg RC Stonehenge, da ThundeRatz, foi campeão pela 11ª vez de uma competição RoboCore (Heptacampeonato Nacional considerando apenas o Winter/Summer Challenge), estabelecendo um recorde absoluto no país. O Stonehenge era desenvolvido pela ThundeRatz desde 2012 e foi descontinuado após 2020.
A International Robot-Sumo Tournament, de 2015 a 2017, e a All Japan reunificada em 2018, cresceram massivamente em números de competidores, chegando a ter de 24 até mais de 100 robôs por categoria, e as equipes brasileiras passaram a ter dificuldade de passar das primeiras rodadas do torneio. No ano de 2019, a Kimauánisso, da Mauá, foi a primeira a quebrar essa barreira ao avançar até as oitavas de final na categoria Sumô 3kg RC, sendo a melhor equipe não japonesa da categoria daquele ano.
Em 2020, devido à pandemia de COVID-19 no Brasil, as competições foram canceladas. Em resposta à isso, muitas equipes passaram a organizar competições remotas, na qual os participantes controlavam protótipos prontos fornecidos pela organização remotamente. Para a categoria de Sumô de Robôs, o mais popular foi com a categoria Sumô Mini RC, na qual os participantes controlam os robôs prontos igual à uma competição convencional, mas remotamente por meio de um aplicativo de celular. Essas competições atraíram não só competidores brasileiros, mas também internacionais como argentinos e indianos.
Em Novembro de 2021, a primeira grande competição presencial realizada após o relaxamento das restrições devido à pandemia foi o 4º Torneio Tech Challenge, organizada pelo Instituto Mauá de Tecnologia no SESC Santo André, em Santo André - SP. 
No início de 2022, uma competição de demonstração de disputas de sumô de robôs foi realizada como parte do "Roboto Lab", evento dedicada à robótica, tecnologia e educação por meio de programação, organizado pela Japan House, na cidade de São Paulo. O evento de demonstração foi transmitido ao vivo no canal da Japan House no Youtube.
Ainda em 2022, a RoboCore remodelou a sua principal e maior competição de robótica, o antigo Winter Challenge, na RoboCore Experience (RCX), sediando as principais competições de Sumô 3kg, Mini-Sumô e Sumô LEGO no Brasil, além das competições de Combate, Seguidor de Linha, Hockey de Robôs, Robô Trekking, ArtBot e Futebol de Robôs. A RoboCore Experience foi sediada junto à Campus Party Brasil de São Paulo - SP nas edições 2022, 2023 e 2024.
Em 2024, na primeira All Japan com "minis" de equipes internacionais, o sumô de robôs brasileiro ganhou evidência mundial ao realizar a final da All Japan Robot-Sumo Tournament da categoria Mini-Sumô Autônomo. A disputa entre robôs das equipes do Instituto Mauá de Tecnologia e da UFRJ terminou a com a vitória da UFRJ. A equipe da Mauá ainda obteve destaque na categoria Mini-Sumô RC ao obter o 2° e o 3° lugar. A equipe da Mauá também obteve destaque na categoria Sumô 3kg, ao ser a única equipe brasileira a passar da primeira rodada e se estabelecer no Top-8 da competição.
Em Abril de 2025, a RoboCore anunciou que a RoboCore Experience seria sediada na Campus Party de Brasília, no mês de Junho do mesmo ano, sendo a primeira edição fora de São Paulo. O evento inclui as categorias usuais de Sumô de Robôs, Sumô 3kg (Auto e RC), Mini Sumô (Auto e RC), e Sumô LEGO.

## Regras e Categorias
A competição consiste na disputa entre dois robôs com o objetivo de empurrar o adversário para fora da arena (dohyō). A arena geralmente é pintada com uma cor principal e uma cor contrastante é usada para pintar uma linha na borda (geralmente, preto como cor principal e branco como cor da linha de borda). 

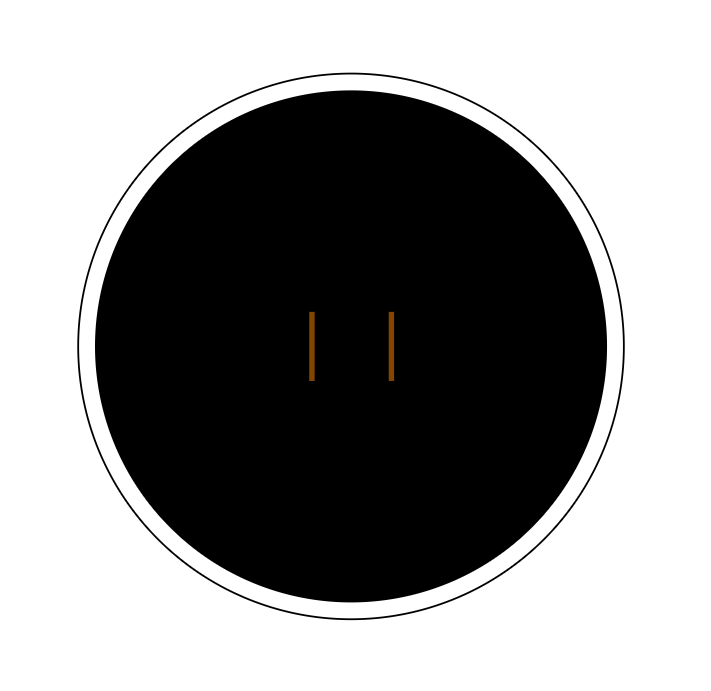
Esboço de uma típica arena/dohyō da All Japan. As linhas marrons no centro são chamadas de shikiri-sen (仕切り線) e limitam o posicionamento inicial dos robôs.

As competições costumam ser divididas em categoria Autônoma (Auto), de robôs que operam de forma autônoma, e Rádio-controlado (RC), de robôs operados por uma pessoa. 
As partidas normalmente são uma série de 3 rounds de disputa, sendo o vencedor aquele que acumular mais vitórias nos rounds. Um round costuma consistir em (1) Posicionamento Inicial, (2) Preparação e (3) Disputa propriamente dita. No Posicionamento Inicial, um juiz sinaliza para cada operador posicionar cada robô ao mesmo tempo dentro dos limites de posicionamento permitidos pela competição. Em seguida, o juiz permite a Preparação de cada operador para seleção de rotinas e estratégias (no caso da categoria Auto) ou preparar o controle-remoto (no caso da categoria RC). Para iniciar a Disputa, o juiz sinaliza o início do round conforme as regras da competição e o vencedor do round é o robô que empurrar o adversário para fora da arena. Na All Japan Robot Sumo Tournament[en][jp], os juízes sinalizam o início da disputa anunciando "Hakkeyoi nokotta" (はっきよい 残った), que pode ser imprecisamente traduzida como "Prontos? Já!". 
As regras podem variar em alguns detalhes de competição em competição (especificações da arena, posicionamento inicial, tratamento de exceções, ...) principalmente em competições internas de caráter mais educativo, realizados em instituições de ensino como atividade didática. Competições de alta performance tendem a seguir classes padronizadas, como as regras do All Japan Robot Sumo Tournament. No Brasil, as categorias das principais competições disputadas entre equipes de universidades do Brasil, principalmente do Sudeste e Sul, são padronizadas pela RoboCore, a principal organizadora de competições de robótica e sumô de robôs no Brasil, conforme as regras da All Japan Robot Sumo Tournament[en][jp] . 

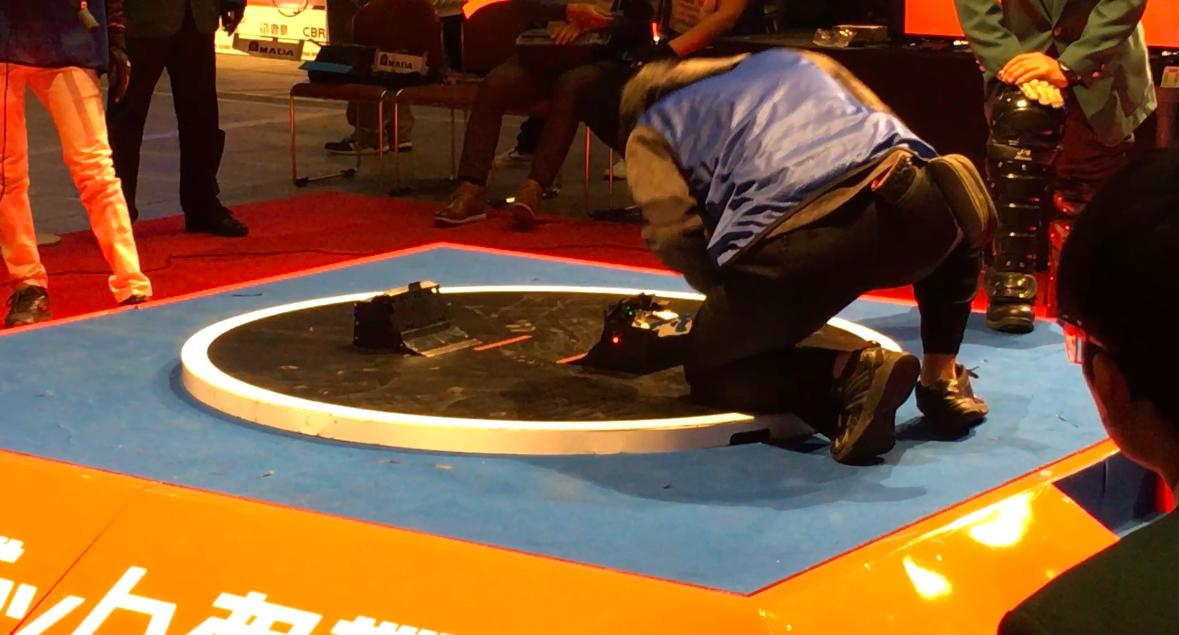
Competidores preparando os robôs antes de uma partida pela All Japan Robot-Sumo Tournament 2018

Por exemplo, a FUJISOFT exige o uso de um controle remoto padronizado para a categoria Autônoma, para que o juiz possa controlar o início e a parada do movimento dos robôs, no All Japan Robot-Sumo Tournament e nos torneios internacionais homologados . Este controle remoto usa luz infravermelha com as seguintes especificações: comprimento de onda de 950 nm, frequência de serviço: 38-40 kHz, e qualquer controle remoto da marca Sony pode ser usado para o sinal. O processo de ativação funciona com 3 estados: Tecla 1: Set; Tecla 2: Start; Tecla 3: Stop. 
As competições costumam ser divididas em diversas classes de peso e tamanho. As principais categorias padronizadas no mundo são Sumô 3kg, a categoria original, e o Mini-Sumô, a variante mais popular no mundo. No Brasil, competições de Sumô LEGO também são populares e padronizadas pela RoboCore. Embora as categorias tenham limites de tamanho, os robôs geralmente podem se expandir quando a luta começa. 

### Sumô 3kg
O Sumô 3kg (em inglês: Sumo 3kg class), mais conhecido mundialmente como Mega Sumô (em inglês: Mega Sumo), ou também como Classe Padrão (em inglês: Standard Class), ou simplesmente Robot-Sumo, é a classe original criada pela FUJISOFT. É atualmente a classe mais importante e considerada o evento principal das competições de sumô de robôs. Nessa categoria os robôs são limitados, em peso, até 3 kg e em dimensões em 20 cm x 20 cm, sem limite de altura. Quando a luta começa, o robô pode expandir suas dimensões. 
Nesta classe, o dohyō deve ser idealmente uma estrutura circular de alumínio com 5 cm de altura e um diâmetro de 154 cm (+/- 50 mm), incluindo a linha de borda, e coberta por uma chapa de aço laminado a frio (SPCC) na cor preta localizada na parte superior. Como o dohyō é feito de aço, é permitido o uso de ímãs para aumentar a força de iteração entre o robô e a arena. Por causa disso, muitos robôs podem atingir valores de força normal superiores a 100 kgf.
Nessa categoria há as subcategorias Sumô 3kg Auto e Sumô 3kg RC.

### Mini-Sumô
Na categoria Mini-Sumô (em inglês: Mini Sumo), ou Sumô 500g (em inglês: Sumo 500g class) os robôs possuem limite de peso de até 500 g e são limitados em 10 cm x 10 cm, sem limite de altura. Quando a luta começa, o robô pode expandir suas dimensões. 

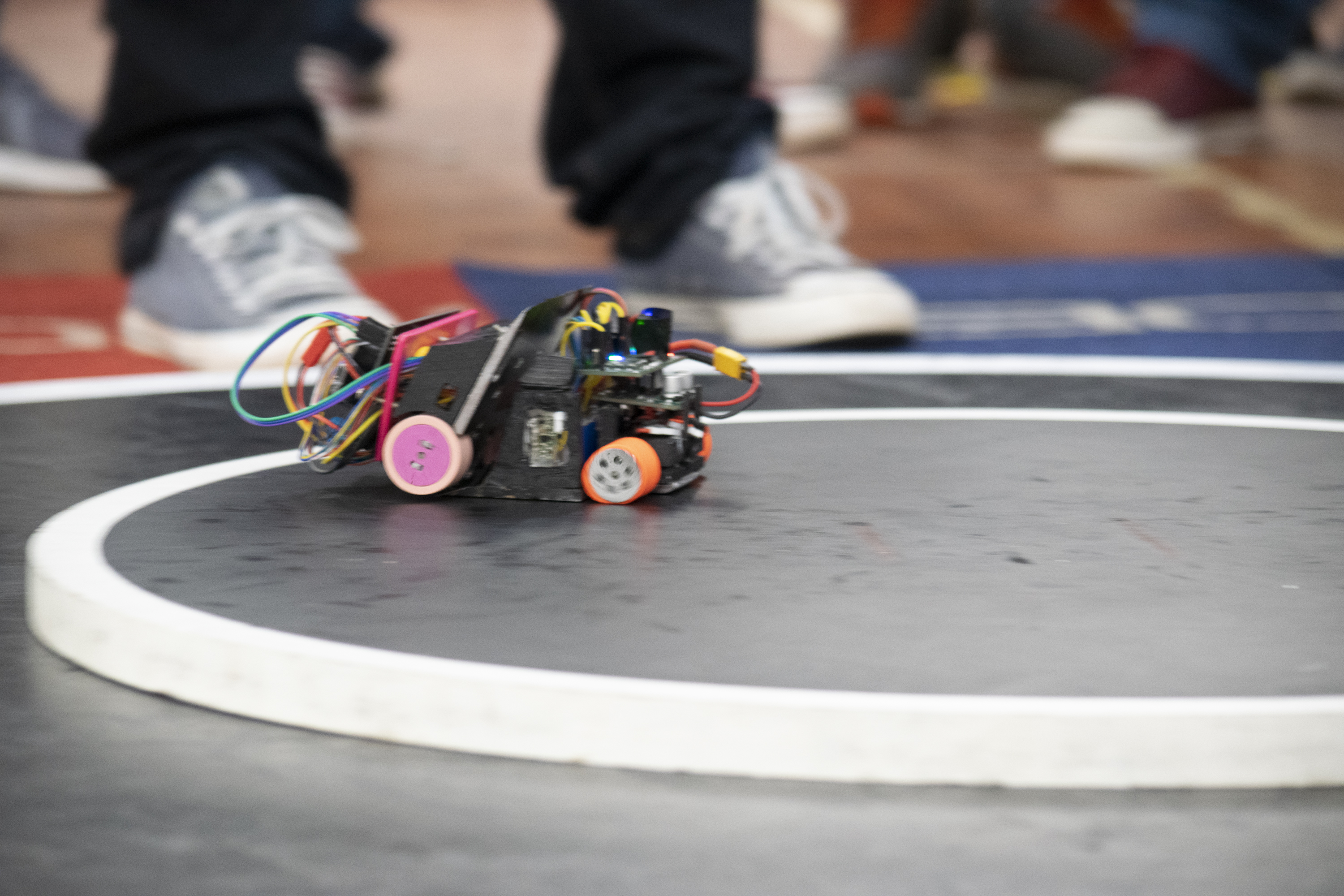
Disputa de Mini-Sumô no Brasil.

O dohyō deve ser uma tábua circular de madeira com 2,5 cm de altura e 77 cm de diâmetro (incluindo a linha de borda branca), coberta por um laminado de fórmica localizado na parte superior. A arena é feita de madeira, e, portanto, os robôs não possuem efeito de força de ímãs .
Originalmente se tratava de uma classe totalmente autônoma (Mini-Sumô Auto) no Brasil, mas várias competições no México já organizavam torneios de Mini-Sumô RC. Desde 2022, o Mini RC também é praticado nas competições RoboCore no Brasil.
Pelo desenvolvimento de um robô Mini ser mais acessível que um de 3kg (devido a custos de material e dimensões de fabricação) é uma categoria mais popular e muitas vezes considerada como de entrada. Por causa disso, se tornou a categorias mais popular de sumô de robôs no mundo. Em 2019, a FUJISOFT Inc adicionou o Mini-Sumô (Auto e RC) como um eventos teste, e de forma oficial em 2023 na All Japan Robot Sumo Tournament[en][jp], introduzindo a categoria para competidores japoneses.

### Sumô LEGO
Na categoria de Sumô LEGO os robôs devem ser constituídos totalmente por peças da Lego. É uma categoria muito utilizada como ferramenta educacional em escolas para ensino de robótica.

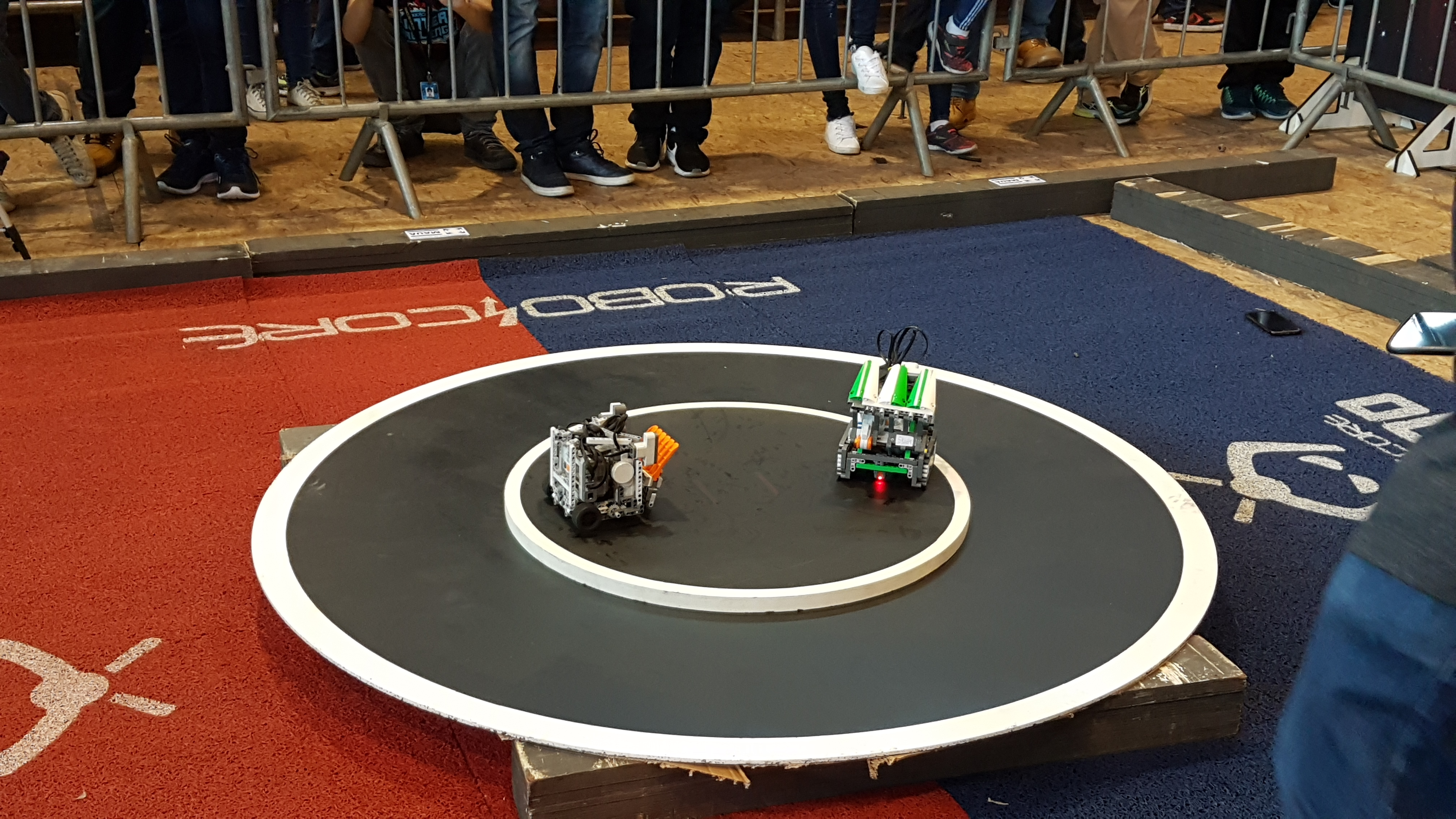
Disputa de Sumô LEGO no Brasil

No Brasil, a classe de Sumô LEGO adotada pelos eventos da RoboCore, é o Sumô LEGO 1kg.
- Sumô LEGO 1kg: até 1 kg, e dimensões máximas de 15 cm x 15 cm, sem limite de altura. Arena de madeira.[28]

### Outras categorias padronizadas
Há ainda outras categorias padronizadas em diferentes competições no mundo.
- Sumô 10kg: até 10kg, e dimensões máximas de 30 cm x 30 cm x ilimitado. Arena de aço. Categoria praticada entre 2004 e 2007 na All Japan Robot-Sumo Tournament, mas atualmente descontinuada.[11]
- Micro-sumô (Micro Sumo): até 100 g,  e dimensões máximas de 5 cm x 5 cm x 5 cm. Arena de madeira.[49]
- Nano-sumô (Nano Sumo): até 50 g,  e dimensões máximas de 2,5 cm x 2,5 cm x 2,5 cm. Arena de madeira.[49]

As categorias Micro e Nano são categorias menos populares que o Mini e o 3kg, mas são realizadas em alguns eventos relevantes como a RoboGames, a RobotChallenge na China, e a Robochallenge na Romênia. Micro e Nano não são categorias ainda praticadas em eventos no Brasil. Apesar disso, algumas equipes brasileiras já participaram de competições no exterior nessas categorias, como a ThundeRatz no Micro da RoboGames.

### Variantes menores
Competições regionais menores costumam criar suas próprias regras e categorias também. Competições internas de escolas também criam suas próprias variantes para propósitos didáticos.
Além disso, também existem alguns eventos com sumô de robôs humanoides.

#### Sumô Humanoide
Os eventos de sumô de robôs humanoides são similares aos das competições da ROBO-ONE. Em geral são eventos de robôs rádio-controlados com limitado grau de autonomia. A RoboGames dos EUA, a RobotChallenge da China, e a Robochallenge da Romênia, são os principais eventos no mundo que organizaram a classe de sumô humanoide. 
Essa variante, por se tratar de robôs humanoides, não segue os mesmos princípios de construção de sumô de robôs criado pela FUJISOFT para a All Japan Robot-Sumo Tournament. Essa categoria também não possui o mesmo prestígio das classes padrão (de robôs com rodas), como o Sumô 3kg e o Mini-Sumô.

## Projeto de robô de sumô
Robôs de sumô de competições padronizadas costumam consistir de um chassi com rodas e geralmente equipados com sensores, quando com algum nível de autonomia. O uso de mecanismos que danifiquem fisicamente o robô adversário geralmente não é permitido. Para a maioria das classes, principalmente Sumô 3kg e Mini Sumô, um projeto de robô é geralmente dividido em três disciplinas: Mecânica, Eletrônica e Computação.
Os competidores são encorajados a construir seus próprios robôs, respeitando as regras de segurança e de cada classe das competições. No Sumô LEGO, em particular, apenas peças de Lego devem ser usadas para construir o robô, principalmente usando kits de robótica Mindstorms NXT ou Mindstorms EV3.
Muitos projetos empregam componentes eletrônicos e peças mecânicas vendidas em lojas de robótica. Com a popularização de competições padronizadas de robôs-sumô em todo o mundo, principalmente Sumo 3kg e Mini Sumô, surgiram lojas especializadas em peças de robôs de sumô, como a JSumo e a Sumozade, ambas sediadas na Turquia, que até vendem kits completos de robôs Sumô 3kg e Mini Sumô.

### Mecânica
A Mecânica consiste na estrutura que suporta e acomoda todos os componentes e sistemas do robô, incluindo motores, rodas, PCBs, sensores, entre outros.
Um robô de sumô padrão é um robô movido a rodas com um sistema de locomoção. O sistema de locomoção geralmente consiste em motores com um sistema de acoplamento das rodas, que geralmente emprega um sistema redutor de velocidade para mudar a velocidade de saída. Motores DC escovados têm sido os mais empregados, mas também existem robôs com motores DC sem escovas. Motores das marcas Maxon ou Faulhaber têm sido escolhas populares entre competidores de alta performance, como os robôs participantes na All Japan Robot-Sumo Tournament.
Outro design comumente empregado para um robô de sumô é uma rampa angulada (semelhante a uma cunha) na frente da estrutura. A essa rampa é geralmente acoplada uma lâmina com o propósito de invadir o oponente por baixo e levantá-lo, para que fique mais fácil empurrá-lo para fora da arena.
Para os Sumôs 3kg, uma vez que os ímãs desempenham um papel importante no resultado dinâmico, o chassi é geralmente projetado para suportar o número desejado de ímãs. Um projetista pode escolher entre um robô mais pesado ou mais leve com base no número de ímãs alocados.
Alguns projetos de robôs também empregam mecanismos periféricos laterais. Embora as categorias tenham limites de dimensão, eles geralmente são limitados ao início da luta e, uma vez que a luta começa, o robô pode expandir seu tamanho.  Exemplos de mecanismos laterais incluem bandeiras laterais  e rampas laterais, que geralmente são ativados com atuadores diferentes dos motores da locomoção.

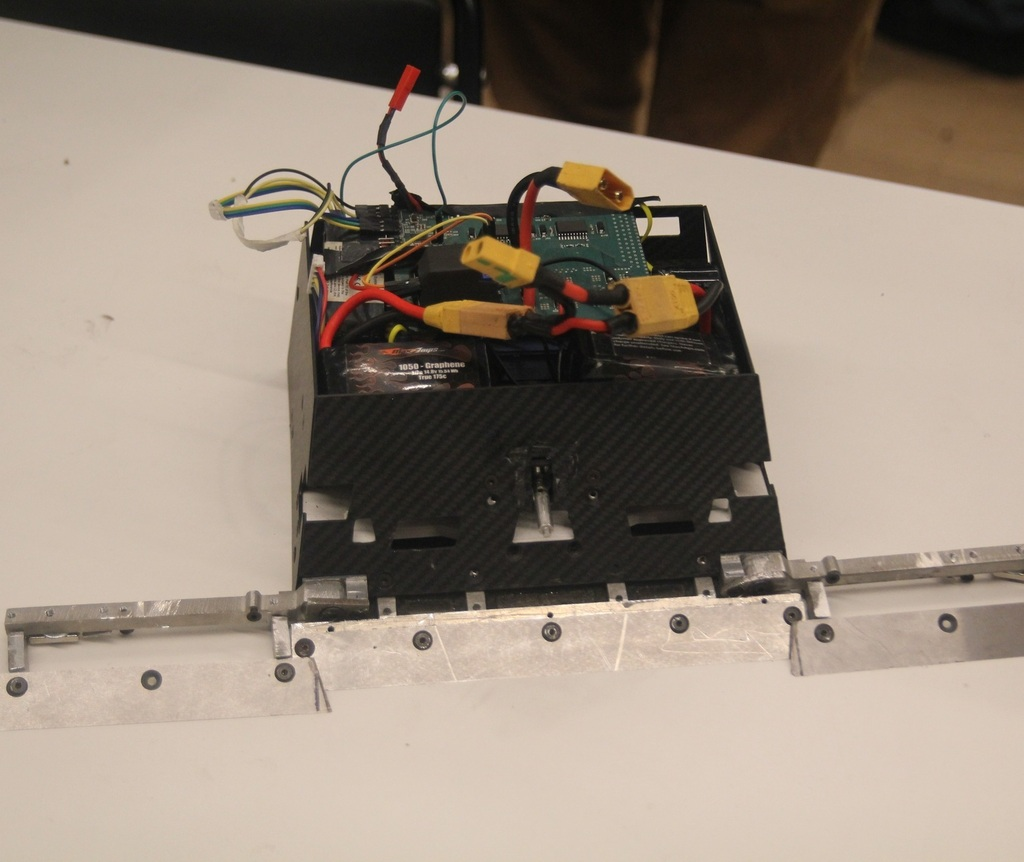
A Galena, Sumô 3kg da ThundeRatz, é um exemplo de robô com rampas laterais no Brasil.

### Eletrônica
Em um robô de sumô, a Eletrônica pode ser dividida em duas funções principais: fornecimento de energia e controle lógico. Os robôs de sumô, em geral, empregam baterias de lítio-polímero (LiPO) para fornecer energia aos motores e outros componentes eletrônicos.
Os microcontroladores são empregados principalmente para receber dados de sensores e enviar comandos para os motores e outros atuadores com base na lógica de controle programada. Os microcontroladores são geralmente montados com um PCB projetado para o robô.
Na categoria Autônoma, sensores infravermelhos ou sensores ultrassônicos são geralmente utilizados para detectar o oponente. Os sumôs também empregam sensores para detectar a borda, geralmente com sensores  fototransístores e fotodiodo.
Na categoria RC, os robôs são controlados remotamente por um operador. Todos os torneios de sumô de robôs do Japão geralmente exigem controles de rádio, então o hardware do robô deve ser capaz de receber comandos do controlador usando um módulo receptor de sinal de rádio.

### Computação
A disciplina de Computação é responsável pela programação do sistema de controle embarcado, principalmente nas classes autônomas. Um firmware de robô-sumo é responsável por monitorar os dados dos sensores e por controlar os atuadores, como os motores de acionamento.
O sistema de controle do robô consiste em definir as rotinas dos atuadores (principalmente os motores de locomoção) com base no feedback dos sensores. Algumas rotinas de controle usuais incluem definir um comportamento enquanto nenhum oponente é detectado, como avançar aleatoriamente pelo dohyō, e um comportamento quando um oponente é detectado, como persegui-lo com base no feedback dos sensores de detecção.

## Competições
Atualmente diversos torneios de Sumô de Robôs acontecem ao redor do mundo. As competições de sumô de robôs vão desde competições escolares e didáticas internas de instituições de ensino até competições de engenharia entre estudantes universitários e profissionais e engenheiros graduados. 
Os competidores normalmente se organizam em equipes, compostas pelos robôs de sumôs e os membros responsáveis por sua criação, operação e manutenção no evento. As competições de sumô de robôs ainda têm status amador (estudantes e hobbistas), embora algumas equipes de universidades e escolas técnicas possam ser orientadas ou lideradas por um docente, com essa orientação sendo parte de suas atividades profissionais acadêmicas. 
As competições adotam diferentes formatos de competição, normalmente competições de chave eliminatória, que vão desde sistemas de eliminação simples até sistemas com fase de grupos ou de dupla eliminatória. As equipes podem registrar mais de um robô por evento, e confrontos entre robôs da mesma equipe são possíveis.

### No Mundo
Quanto às competições de mais alta performance, o Japão é a grande potência mundial da categoria e o campeonato nacional japonês, a All Japan Robot-Sumo Tournament [en][jp], é considerada o "Campeonato Mundial de Sumô de Robôs", reunindo, além de robôs japoneses, campeões de outros países. Originalmente um torneio apenas para competidores do Japão, a FUJISOFT atualmente homologa vários torneios ao redor do mundo como classificatórios para competidores internacionais.
Ainda no Japão, uma grande parcela dos principais competidores são oriundas de equipes de escolas do ensino secundário do Japão (equivalente ao Ensino Médio do Brasil), com competições exclusivas para essas equipes escolares:
- "Torneio de Sumô de Robôs dos Estudantes do Ensino Médio" [en] (em japonês: 高校生ロボット相撲大会 kōkōsei zenkoku taikai, em inglês: High Schooler's Robot-Sumo Tournament), organizado pela "Associação Nacional de Diretores de Escolas Técnicas de Ensino Médio" (em japonês: 公益社団法人全国工業高等学校長協会 kōeki shadanhōjin zenkoku kōgyō kōtō gakkō chōkyōkai, em inglês: National Association of Technical High School Principals) e com o apoio da FUJISOFT. [71][72]
- "Campeonato de Sumô de Robôs do Ensino Médio" [en] (em japonês:高等学校ロボット相撲選手権 kōtō gakkō robotto sumousenshuken, em inglês: High School Robot-Sumo Championship), organizado pela  AEON Mall e com o apoio da FUJISOFT.[73][74]

Essas eliminatórias regionais escolares no Japão representam uma parcela significativa das vagas japonesas para a Grande Final do All Japan. Em 2024, 66 das 114 vagas para competidores japoneses foram reservadas para robôs de estudantes do ensino médio.
Na Ásia ainda, há importantes competições na China, como a RobotChallenge [en], e na Mongólia, que costumam ser torneios classificatórios para All Japan Robot-Sumo Tournament.
Na Europa, há a RoboChallenge [en] focado principalmente em sumôs autônomos. A RoboChallenge, além de ser considerada a principal competição europeia de sumô, também é classificatória para a All Japan Robot-Sumo Tournament. Os Países Bálticos também organizam outras competições relevantes, como a Robotex.
Nas Américas, a antiga RoboGames [en], que chegou a ser a maior competição aberta de robótica do mundo até 2016 e considerada um dos torneios abertos de combate de robôs mais prestigiados no mundo, incluía em seu programa diversas categorias de Sumô, reunindo competidores internacionais do mundo inteiro e sendo também classificatória para a All Japan Robot-Sumo Tournament. O México, uma das potências mundiais da categoria, especialmente no Sumô 3kg RC e no Mini-Sumô, é sede de diversas competições de Sumô, sendo também um dos países com torneios oficiais classificatórios para o All Japan Robot-Sumo Tournament.

#### All Japan Robot-Sumo Tournament
A All Japan Robot-Sumo Tournament [en][jp] (em japonês: 全日本ロボット相撲大会), organizada pela FUJISOFT Inc. [jp], é oficialmente o Torneio Nacional de Sumô de Robôs do Japão. Foi criada em 1989, sendo o primeiro evento oficial dessa categoria de robótica, especificamente de Sumô 3kg. Com a introdução da participação de competidores de outros países desde 2008, é considerada atualmente o "Campeonato Mundial de Sumô de Robôs" para Sumô 3kg (Mega Sumo), tanto Auto como RC, com participação de robôs de mais de 20 países. Desde 2023, também sedia oficialmente competições de Mini-Sumô (Auto e RC).
Atualmente, a All Japan é dividida em Fase Regional (em japonês: 地区大会) e Grande Final (em inglês: Grand Final; em japonês: 全国大会), também chamada de Rodada Final (em inglês: Final Round). A Fase Regional consiste em torneios regionais realizados entre Agosto e Outubro para os participantes do Japão, sendo que os melhores de cada torneio regional se classificam para a Grande Final. Os torneios da Fase Regional geralmente são os torneios das regiões de Kantō, Chūgoku-Shikoku, Hokushin'etsu-Tōkai, Tōhoku, Hokkaidō, Kinki e Kyūshū, embora nem todos sejam realizados em todas as edições. Os torneios tanto da Fase Regional adotam o formato de eliminação simples. Os torneios regionais das competições do ensino médio japonês, a "High Schooler's Tournament",  da FUJISOFT,  e a "High School Championship", da AEON Mall, também são classificatórias regionais para a Grande Final da All Japan.
Para os representantes internacionais, a classificação para a Grande Final é realizada pelos torneios internacionais homologados pela FUJISOFT, em países como México, Mongólia e Brasil. Esses torneios formam os Torneios Internacionais classificatórios (em inglês: Overseas Tournaments; em japonês: 海外大会枠). Como os Torneios Internacionais são organizados por diferentes grupos, o formato da competição varia. Em alguns casos específicos, também são emitidos certificados de classificação para algumas equipes como Representante Nacional, para países ainda não classificados ou sem torneios relevantes e homologados.
Os seguintes países já colaboraram com a All Japan Robot-Sumo Tournament, em relação à participação no torneio ou outros tipos de colaboração em sumô de robôs:
- África: RD Congo, Egito e Tunísia.
- Ásia: China, Indonésia, Israel, Líbano, Malásia, Mongólia, Filipinas, Arábia Saudita, Singapura e Tailândia.
- Américas: Argentina, Brasil, Canadá, Chile, Colômbia, Equador, México, Paraguai, Peru e Estados Unidos.
- Europa: Estônia, França, Letônia, Lituânia, Polônia, Rússia, Espanha e Turquia.

A Grande Final é realizada em Dezembro em Tóquio no Ryōgoku Kokugikan, e é realizada em dois dias, com o primeiro dia sendo a "sessão Qualificatória" (em inglês: Qualification Session) e o último dia como a "sessão da Grande Final" (em inglês: Grand Final Session), propriamente dita. A Grande Final adota o formato de eliminação simples.
Entre 2013 e 2017, a FUJISOFT organizou a International Robot-Sumo Tournament, torneio que separava o campeonato mundial propriamente dito da All Japan, que era reservada aos competidores japoneses e funcionava como a classificatória para a International (como se fosse outro torneio internacional homologado). Em 2018, a FUJISOFT reunificou a competição sob o nome de All Japan, que voltava a funcionar como o torneio final mundial de fato (mesmo com o nome "All Japan").
Na edição de 2024, a FUJISOFT inicialmente reservou para cada evento das classes de Sumô 3kg, Auto e RC, um total de 57 vagas para a Fase Regional (incluindo as regionais da "High Schooler's Tournament" e da "High School Championship") e 40 vagas para Torneios Internacionais para a Grande Final da All Japan. Enquanto todas as vagas japonesas foram preenchidas, apenas 26 e 23 vagas foram preenchidas por representantes estrangeiros para Auto e RC, respectivamente. Essa edição teve robôs de 17 países internacionais qualificados.

##### Participação do Brasil na All Japan
Competidores do Brasil podem se classificar para participarem do All Japan Robot-Sumo Tournament por meio dos Torneios Internacionais homologados. Desde 2014, competições brasileiras têm sido homologadas como Torneios Internacionais classificatórios. Alguns eventos que emitem o certificado de classificação no Brasil são a IRONCup , a RoboCore Experience e o RSM Challenge, mas os torneios alteram todo ano pois precisam ser homologados pela FUJISOFT em toda edição. As equipes brasileiras também podem se classificar por meio de competições homologadas de outros países, como a RoboGames.

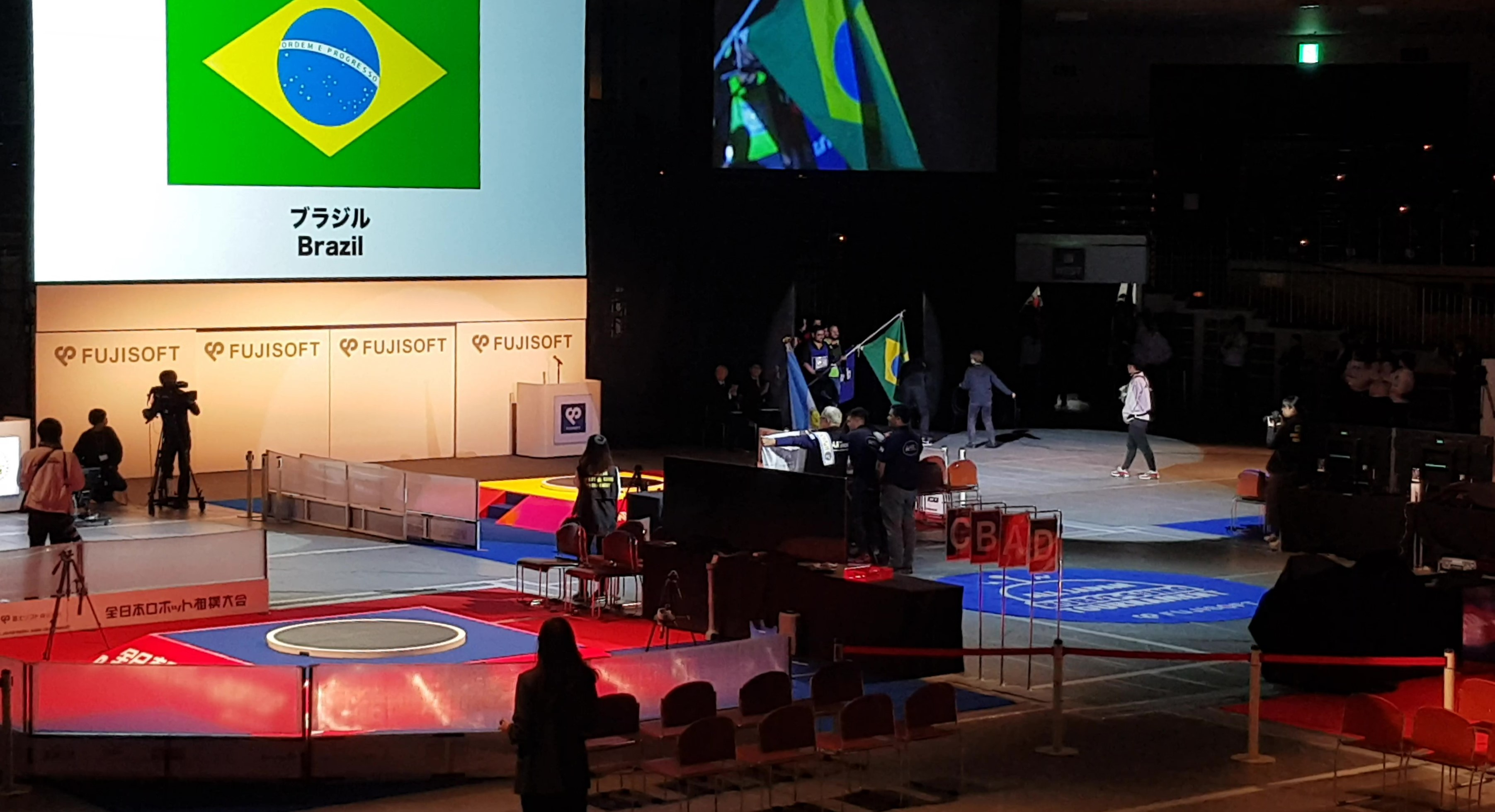
Brasil no Desfile das Nações na All Japan Robot-Sumo Tournament 2019.

Desde 2011, equipes brasileiras participam da All Japan Robot-Sumo Tournament (ou International Robot-Sumo Tournament de 2013 a 2017). Até a edição de 2024, as participações de equipes brasileiras se resumiam em:
| Equipe                   | Participações | Edições                                  |
| ------------------------ | ------------- | ---------------------------------------- |
| Kimauánisso (Mauá)       | 7             | 2015, 2016, 2017, 2018, 2019, 2023, 2024 |
| ThundeRatz (Poli-USP)    | 6             | 2014, 2016, 2017, 2018, 2019, 2024       |
| MinervaBots (UFRJ)       | 4             | 2014, 2016, 2019, 2024                   |
| RioBotz (PUC-Rio)        | 2             | 2011, 2013                               |
| RobotBulls (Inatel)      | 2             | 2019, 2024                               |
| FEG Robótica (FEG/UNESP) | 1             | 2017                                     |
| Instituto RSM            | 1             | 2024                                     |

Em 2011, a equipe RioBotz (PUC-Rio) foi a primeira equipe brasileira a participar da All Japan ao se classificar via RoboGames, nos EUA. Em 2013, a equipe RioBotz participou da edição inaugural da International Robot-Sumo Tournament, ficando em 2° e 3° lugares na categoria Sumô 3kg RC, que contou com 8 robôs participantes. No ano seguinte, em 2014, a equipe ThundeRatz terminou na 4ª colocação no Sumô 3kg RC, com o robô Stonehenge, no evento com 16 robôs previstos inicialmente.
De 2015 a 2018, a competição cresceu massivamente em números de competidores, chegando a ter de 24 até mais de 100 robôs por categoria (seja na International ou na All Japan reunificada desde 2018), e as equipes brasileiras obtiveram resultados tímidos, com dificuldade de passar das primeiras rodadas do torneio principal. Em 2019, a Kimauánisso (Mauá) quebrou essa barreira ao avançar até as oitavas de final na categoria Sumô 3kg RC, sendo a melhor equipe não japonesa da categoria daquele ano.
Em 2024, o Mini Sumô foi realizado pela primeira vez com equipes internacionais. A Kimauánisso e a MinervaBots (UFRJ) fizeram a final do Mini Auto, sendo que a equipe do Rio de Janeiro se tornou a campeã mundial do evento. A equipe da Mauá ainda obteve o 2° e 3° lugar no Mini RC, e ainda alcançou as quartas de final no Sumô 3kg Auto, sendo a melhor equipe brasileira dos 3kg.

### No Brasil
No Brasil, as principais competições de robótica começaram com as disputas de Combate de robôs entre equipes de universidades. O sumô de robôs foi introduzido no Brasil pela RoboCore no Winter Challenge, em 2008, como parte da expansão do evento. Com o passar dos anos e com o crescimento das competições da RoboCore em geral, principalmente a partir de 2017, o sumô de robôs passou a atrair cada vez mais atenção, principalmente das equipes das principais universidades do país. 
Nas competições de robótica, e em sumô de robôs em específico, as principais equipes brasileiras são organizações estudantis de ensino técnico e de universidades. Dentre as principais equipes de sumô de robôs no país pode-se citar a ThundeRatz (Escola Politécnica da Universidade de São Paulo) ; Kimauánisso Robotics Team (Instituto Mauá de Tecnologia) e a MinervaBots (UFRJ). Outras equipes de destaque incluem a FEG Robótica (Unesp - Guaratinguetá ); Equipe Phoenix (Unicamp); Omegabotz (FACENS); RioBotz (PUC-Rio); RobotBulls (Instituto Nacional de Telecomunicações); e Trincabotz (CEFET-MG). 
Também existem outros participantes que não são associados a nenhuma instituição de ensino, normalmente hobbistas, engenheiros e profissionais já graduados. Muitas vezes essas equipes são formadas por ex-membros das equipes universitárias.
Além disso, não é raro a presença de participantes internacionais. Já participaram equipes de países como Equador, França, México, Paraguai e Polônia. Os participantes do México, como uma das potências mundiais da categoria, obtiveram resultados relevantes, inclusive dominando as primeiras posições de diversas competições no Brasil entre 2014 e 2016.

#### RoboCore
A RoboCore  é uma loja virtual, desenvolvedora e fabricante de placas e kits no Brasil e também é uma das principais organizadores de competições de robótica do Brasil, incluindo em seu programa competições de Combate de Robôs, Seguidor de Linha, Robô Trekking e Sumô de Robôs, atraindo principalmente equipes universitárias, mas também equipes de nível técnico. A principal competição de robótica RoboCore é a RoboCore Experience (RCX e antigo Winter/Summer Challenge), realizada junto ao Campus Party Brasil.
As competições anuais do calendário da RoboCore com eventos de sumô são atualmente:
- RoboCore Experience (RCX): organizada pela RoboCore, atualmente realizada como parte da Campus Party Brasil. Normalmente realizada na edição de São Paulo - SP, que normalmente ocorre em Julho, mas pode ocorrer em outros eventos da Campus Party.
- IRONCup: organizada pelo Inatel e sancionada pela RoboCore, realizada em Santa Rita do Sapucaí - MG, normalmente em meados de Fevereiro/Março.
- RSM Challenge: organizada pelo Instituto RSM e sancionada pela RoboCore, realizada em Mogi das Cruzes - SP, na Grande São Paulo, normalmente em meados de Abril/Maio.
- RoboChallenge Brasil: organizada pelo Instituto Mauá de Tecnologia e sancionada pela RoboCore, realizada em São Caetano do Sul - SP, na Grande São Paulo, normalmente em Outubro.

As competições de Sumô de Robôs organizadas e/ou que possuem suporte da RoboCore são as mais prestigiadas do país. A RoboCore Experience (RCX) é a competição de robótica mais importante do Brasil e por muitos considerado o "Campeonato Nacional". Apesar disso a IRONCup, a RSM Challenge e a RoboChallenge Brasil também têm se tornado competições de grande prestígio, em especial para sumô de robôs. A RSM em especial se tornou um evento de relevância internacional, reunindo competidores de vários países da América Latina, como México, Equador e Colômbia. Além desses eventos, algumas competições especiais e únicas também são organizadas.

As classes incluídas atualmente no seu programa são o Sumô 3kg RC, Sumô 3kg Auto, Mini Auto, Mini RC e Sumô LEGO. Além disso ainda há uma categoria separada de Sumô LEGO exclusiva para equipes formadas por estudantes do nível fundamental e médio, o Sumô LEGO Júnior. 

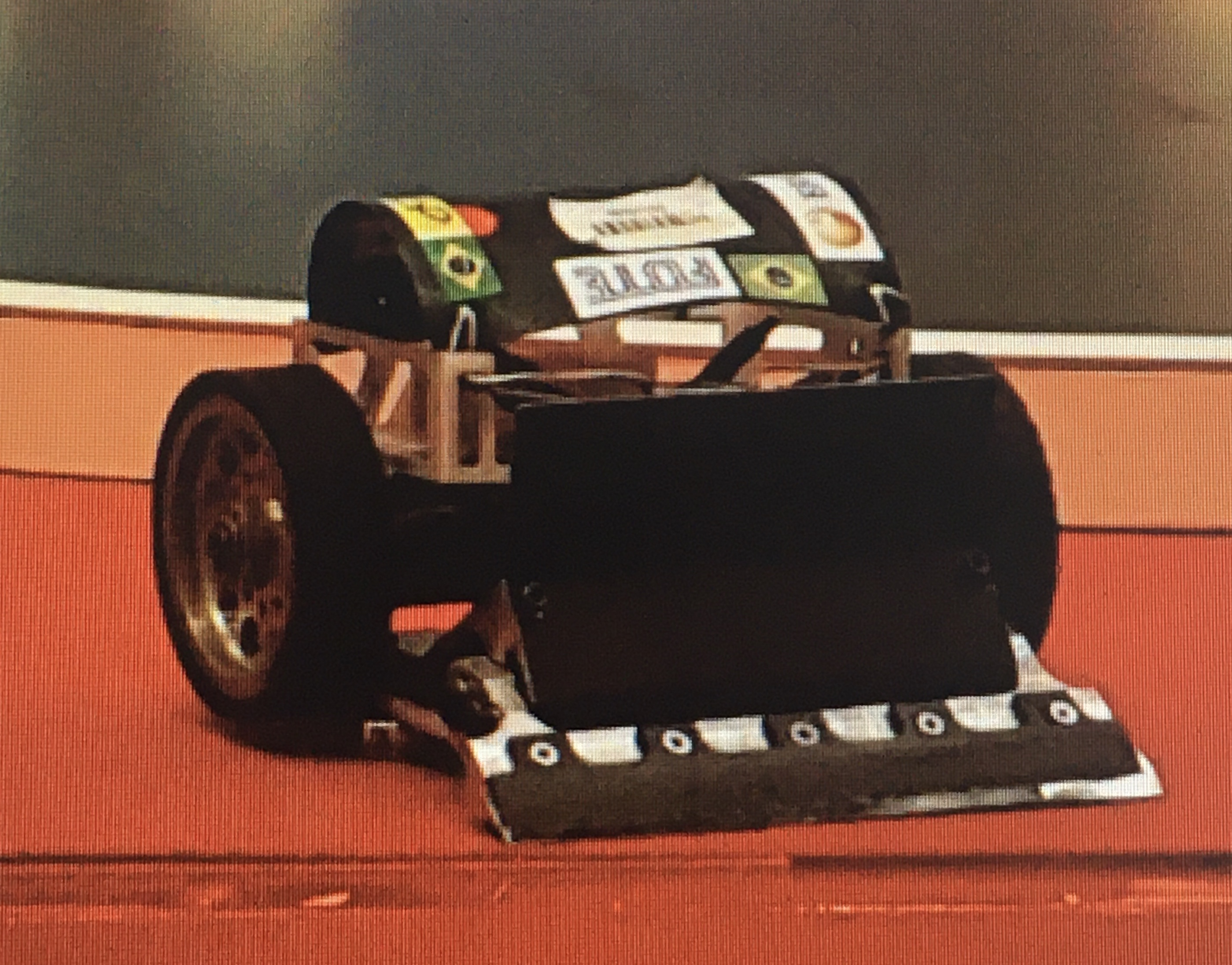
Foto de 2017 do robô de Sumô 3kg RC Stonehenge desenvolvido pela ThundeRatz. Apesar de atípico fora do país, seu design foi amplamente copiado por equipes rivais no Brasil em sua era (2012-2020). Com a IRONCup 2025, continua sendo o robô mais vezes campeão da RoboCore e também o líder do Ranking do 3kg RC.

Os torneios da RoboCore costumam adotar o sistema de dupla-eliminatória, na qual há a chave principal (chamada de "chave dos vencedores") e uma chave secundária de robôs transferidos após perderam uma primeira disputa na chave principal, chamada de "chave dos perdedores". Robôs que perderem na chave dos perdedores são eliminados do torneio. A final do torneio consiste na disputa do vencedor da chave dos vencedores contra o remanescente da chave dos perdedores. Para torneios Robôs de Sumô costuma-se adotar o esquema de dupla final, na qual o robô da chave dos perdedores precisa vencer duas partidas da final para se tornar campeão do torneio, ao passo que o robô da chave dos vencedores precisa vencer apenas uma partida. Isso se deve ao princípio de que para um robô ser eliminado, é necessário sofrer duas derrotas no evento. 
As competições de calendário da RoboCore (RCX, IRONCup, RSM e Robochallenge) costumam ser Torneios Internacionais homologadas pela FUJISOFT como classificatórias para a All Japan Robot-Sumo Tournament nas categorias Sumô 3kg (Auto e RC) e Mini-Sumô (Auto e RC). Dessa forma, essas competições são o principal caminho de qualificação para as equipes no Brasil.

##### Resultados (Sumô de Robôs)
As competições da RoboCore premiam os três primeiros colocados de cada evento, formando um pódio de premiação.

##### Ranking Histórico de Robôs RoboCore (Sumô de Robôs)
A RoboCore também organiza o RoboCore's Robot History Ranking, um ranking histórico do robôs inscritos e participantes dos eventos registrados na RoboCore, incluindo os das categorias de sumô de robôs. O sistema é baseado no sistema Elo que calcula o a força relativa entre os adversários baseados no resultado de cada confronto. No sistema RoboCore foi adotado a pontuação inicial de 1200, mas não exclui robôs inativos do ranking. Como o sistema é atrelado a um robô inscrito, os resultados são compilados exclusivamente para cada instância inscrita no sistema (ou seja, se um mesmo robô for inscrito com registros diferentes em competições diferentes, seus resultados também serão calculados separadamente).
Para Sumôs, os resultados foram compilados para as principais classes Sumô 3kg Auto, 3kg RC, Mini Auto, Mini RC, LEGO 1kg e LEGO Jr 1kg, mas também para as classes menores, como as categorias remotas populares durante a pandemia de COVID-19.
Com a IRONCup 2025, a Kimauánisso (Mauá) se destaca por manter 3 robôs no topo do ranking do Mini Auto e 4 no topo do Sumô 3kg Auto, sendo neste último seguido pela Galena da ThundeRatz (Poli-USP). Mesmo 5 anos depois de sua última competição (IRONCup 2020), o Stonehenge da ThundeRatz continua sendo o líder do ranking do Sumô 3kg RC.

#### Outras competições no Brasil
Além das competições organizadas pela RoboCore existem muitas outras competições de menor porte, muitas vezes organizadas pelas próprias equipes participantes. Além disso, embora a RoboCore organize e sancione uma série de eventos, a maioria delas é sediada na região Sudeste do Brasil, principalmente no estado de São Paulo. Diferentes instituições acadêmicas também têm organizado torneios regionais, principalmente nas regiões Nordeste e Sul do Brasil. 
Outros exemplos de competições no estado de São Paulo foram o Torneio SMILE de Robótica, Torneio Tech Challenge e o Torneio Bosch, organizados pelo Instituto Mauá de Tecnologia. O Torneio SMILE  foi organizado sendo parte da Semana SMILE  e incluiu em seu programa as categorias de Sumô 3kg (RC e Auto), Mini-Sumô e Sumô LEGO (Pro e Júnior), além do Seguidor de Linha. Teve sua primeira edição em 2018. Desde sua primeira edição é uma competição classificatória para o All Japan Robot-Sumo Tournament. Em 2019 ocorreu sua segunda edição com um número de 170 robôs inscritos. A edição de 2020 estava prevista mas foi cancelada devido à Pandemia de COVID-19 no estado de São Paulo. Em 2022, o torneio foi incorporado às competições da RoboCore e se tornou a RoboChallenge Brasil. O Tech Challenge, também organizado juntamente com o SESC Santo André, teve sua primeira edição em 2017 e em 2021 ocorreu sua quarta edição. O Torneio Bosch, organizado em parceria com a Bosch Brasil, teve sua primeira edição em 2018 e em 2019 ocorreu sua terceira edição. Esses três eventos foram várias vezes homologadas pela FUJISOFT como Torneios Internacionais classificatórios para a All Japan.

## Na mídia
Diversas equipes de robótica no Brasil mantém canais no Youtube com gravações das disputas das competições, como a ThundeRatz (@thunderatz), a Raijū Team (@raijuteam1004) e a Equipe Paralela (@equipeparalela2626).
O popular meme da internet "Omae wa mou shindeiru" (お前はもう死んでいる, em português: "Você já está morto"), da série de mangá japonesa Fist of the North Star, foi adaptado para uma disputa de sumô de robôs no Japão, que se tornou viral. Um vídeo carregado no Youtube, em 2017, pelo usuário "Sh0gun", nomeado "*teleports behind you*"reuniu mais de 63 milhões de visualizações.
Em 2018, o Sumô de Robôs e a All Japan Robot-Sumo Tournament foram temas de um curto documentário da Great Big Story intitulado "The Freakishly Fast World of Robot Sumo", lançado no Youtube .

Desde 2019, a FUJISOFT transmite ao vivo os torneios da Etapa Regional e da Grande Final da All Japan Robot-Sumo Tournament em um canal dedicado no Youtube .

### Competições
- 全日本ロボット相撲大会 - All Japan Robot-Sumo Tournament Mais prestigiada competição mundial de sumô de robôs.
- RoboCore Maior competição de robótica realizada no Brasil.
- RoboChallenge Maior competição de robótica da Europa. Realizada em Bucareste, Romênia .
- RoboGames Maior competição de robótica do mundo. Atualmente inativa.

### Equipes
- ThundeRatz Equipe de robótica da Escola Politécnica da USP.

### Outro Links
- JSumo  - Loja de robótica da Turquia especialista em Sumô de Robôs
- RobotRoom  - Site em inglês com informações de Sumôs
- Regras Oficiais da Robocore